# 작은큰눈박쥐
작은큰눈박쥐(Chiroderma trinitatum)는 주걱박쥐과(신세계잎코박쥐과)에 속하는 박쥐의 일종이다. 남아메리카와 중앙아메리카에서 발견된다.

## 특징
작은 박쥐로 몸길이는 52~70mm, 전완장은 38~41mm이다. 발 길이는 9~12mm, 귀 길이는 13~18mm이고 몸무게는 최대 14g이다. 등쪽 털은 연한 갈색부터 짙은 갈색까지 다양하고 때로는 거의 보이지 않는 희끄무레한 등쪽 줄무늬가 어깨 사이 부분부터 엉덩이까지 이어진다. 주둥이는 짧고 넓다. 잎코가 잘 발달되어 있고 피침 형태를 띠고 아랫 부분이 윗입술과 분리되어 있다. 핵형은 2n=26, FN=48이다.

## 생태
완모식표본이 동굴에서 포획되었다. 먹이는 열매이다.

## 분포 및 서식지
파나마와 콜롬비아 서부와 동부, 에콰도르 북서부와 동부, 페루 중부와 동부, 볼리비아 북부, 베네수엘라, 가이아나, 수리남, 프랑스령 기아나, 브라질 중부와 북부, 트리니다드에 널리 분포한다. 해발 24m와 1,032m 사이의 습윤 환경과 열대 상록수림에서 서식한다.